# Aviodrome

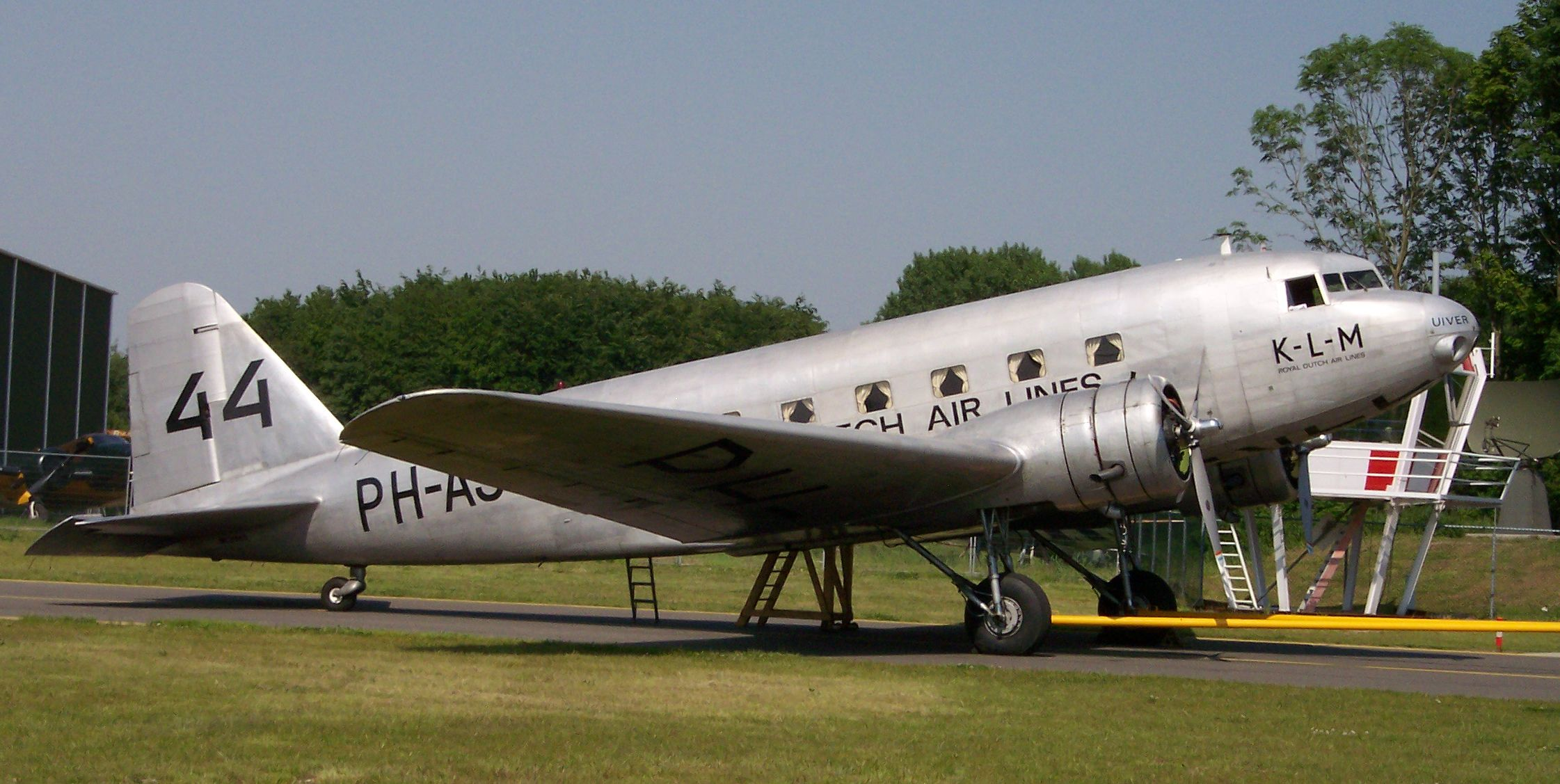
Le Douglas DC-2 Uiver du musée

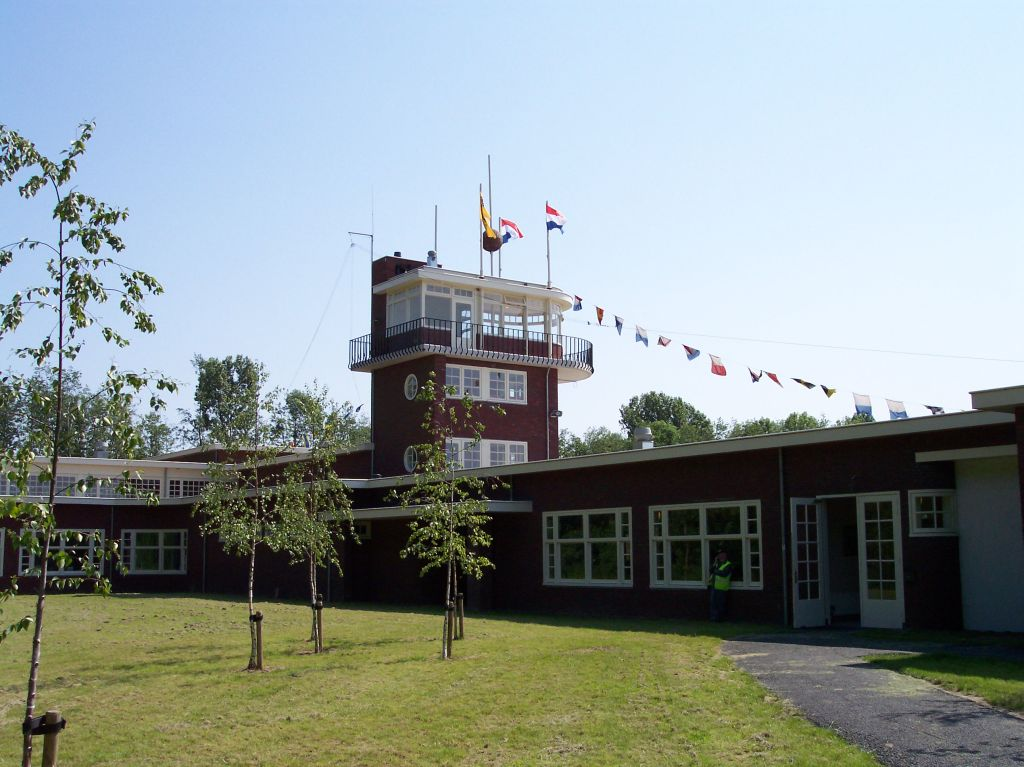
Reconstitution de l'ancien terminal de l'aéroport d'Amsterdam

Le musée Aviodrome de Lelystad (Pays-Bas) est un musée de l'aviation qui est consacré prioritairement à l'histoire de l'aviation civile aux Pays-Bas. Le musée est situé sur le terrain de l'aéroport de Lelystadt et possède une collection importante de différents avions. Il a été constitué en 2003 à partir des collections de l'ancien musée de l'aviation Aviodome (sans r) situé sur l'aéroport d'Amsterdam-Schiphol.
Les avions sont entreposés dans deux hangars, dont l'un sert également d'atelier. Certains appareils plus grands stationnent aussi à l'extérieur et peuvent en partie être visités. En plus des deux hangars, un troisième bâtiment fait encore partie du musée. Il s'agit d'une reconstitution du premier terminal de l'aéroport d'Amsterdam-Schiphol dans lequel il y a des guichets où on peut acquérir des billets pour effectuer des baptêmes de l'air, ainsi qu'un café et quelques salles dans lesquelles ont lieu des conférences et des projections de films.
L'une des pièces maîtresses du musée est certainement l'Uiver, le dernier Douglas DC-2 encore en état de vol au monde. Un appareil du même nom et du même type remporta, pour le compte de la KLM, la course aérienne MacRobertson en 1934, entre Mildenhall (Angleterre) et Melbourne (Australie). Le musée Aviodrome exploite également un Lockheed 749 Constellation aux couleurs de la KLM. Un Douglas DC-3 de couleur orange fait aussi partie de l'inventaire du musée, mais il n'est pas sûr qu'il soit en état de vol. Par contre, des vols sont souvent effectués avec un autre DC-3, peint aux couleurs militaires, qui stationne en permanence à Lelystadt mais sans appartenir au musée.
Parmi les autres appareils exposés, mais qui ne sont plus en état de vol, on peut citer :
- Antonov An-2
- Boeing 747-200SUD (aux couleurs de la KLM)
- De Havilland DH 104 Dove
- Douglas DC-3 (aux couleurs de la KLM)
- Douglas DC-4
- Fokker Spin
- Fokker F27 (3e appareil de série)
- Fokker F50 (Prototype)
- Wright Flyer (Réplique)

Le musée expose également certains éléments d'autres appareils encore, comme le cockpit d'une Caravelle et d'un Fokker 100, ainsi que des pièces du prototype du Fokker F-27.
Le 17 décembre 2004, soit exactement 101 ans après le vol des Frères Wright, le Boeing 747-200SUD "Louis Blériot" de la KLM fut transféré au musée par la voie des eaux et il fut remonté durant le premier semestre 2005. Cet appareil est, après l'ancien 747-200 „Schleswig-Holstein“ de la Lufthansa, le deuxième Boeing 747 exposé dans un musée, mais le premier avec un pont supérieur allongé.